# Hilma og Roger
"Hilma og Roger" er en norsk sang med tekster af Alf Prøysen og melodi af Robert Normann (nogle steder angives melodien som traditionel).
Sangen er en parodi og blev første gang indspillet af Alf Prøysen i duet med Inger Jacobsen den 4. juni 1962, arrangeret af Ragnar Danielsen og ledsaget af hans orkester, og frigivet på enkeltplade som støtte til "(For her er det) Solskin og sang".
Prøysen genindspillede "Hilma og Roger" sammen med Gerd Røstad og Willy Andresens ensemble i august 1968, frigivet som bagsiden af singlen "Den nye 'Tordivelen og flua', en af de få Prøysens få stereoudgivelser.